# Niekłończyca
Niekłończyca (deutsch Königsfelde) ist ein Dorf in der polnischen Woiwodschaft Westpommern. Das Dorf bildet einen Teil der Gmina Police (Stadt- und Landgemeinde Pölitz) im Powiat Policki (Pölitzer Kreis). Niekłończyca liegt etwa 21 Kilometer nördlich von Stettin (Szczecin) und etwa 8 Kilometer nordwestlich von Police (Pölitz).

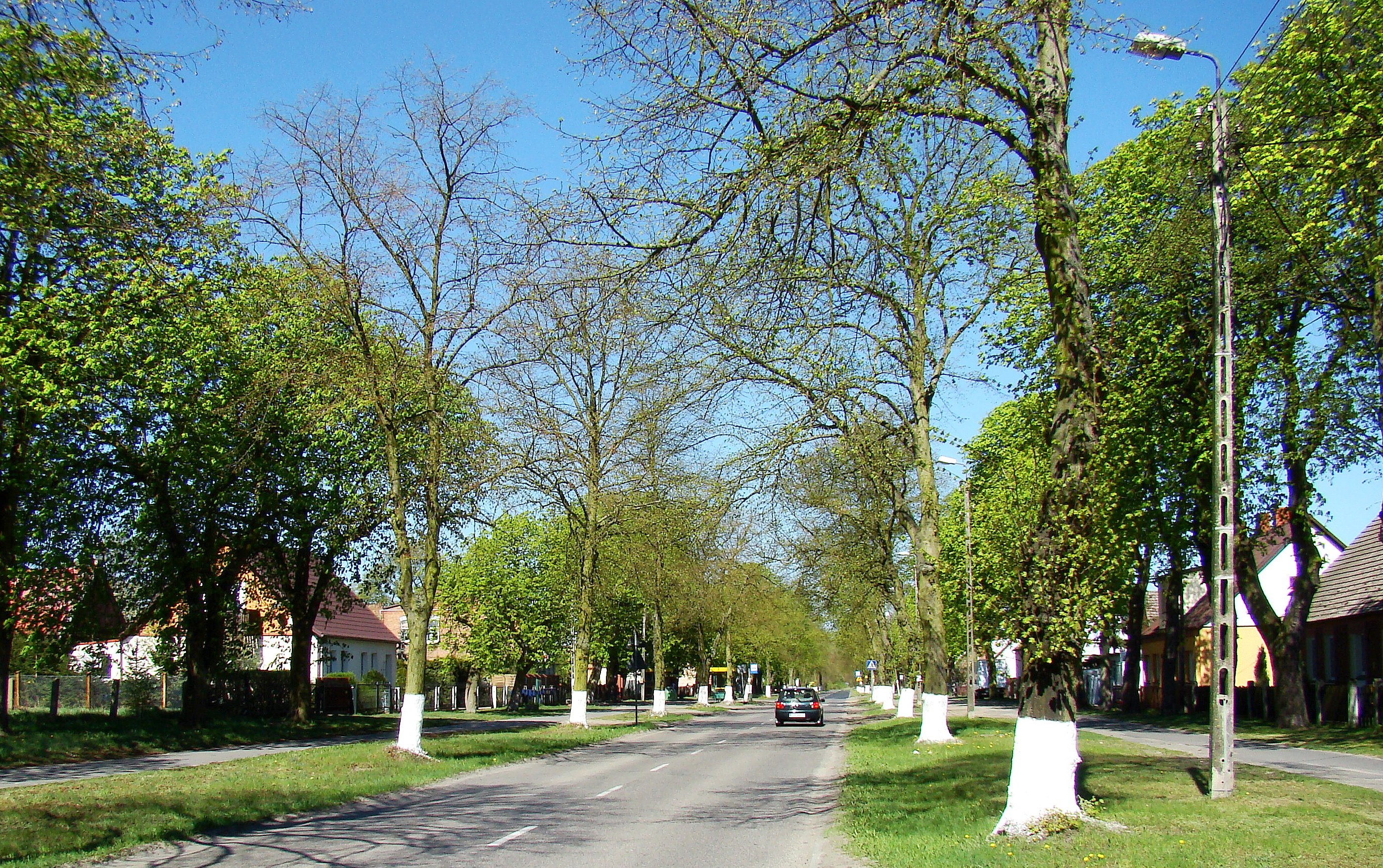
Blick entlang der Dorfstraße in Niekłończyca